# Kurt Fischer-Fehling
Kurt Fischer-Fehling; eigentlich Kurt Reinhold Fischer (* 16. Dezember 1904 in Bromberg; † 1978) war ein deutscher Schauspieler und Hörspielsprecher.

## Leben
Nach einer Ausbildung zum Buchdrucker sammelte Kurt Fischer-Fehling ab dem Jahr 1923 erste Bühnenerfahrungen am Sommertheater in Liegnitz. Es folgten Stationen an das Stadttheater in Zittau (1925 bis 1927), das  Reußische Theater in Gera (1928 bis 1930), das Stadttheater in Halberstadt (1930 bis 1932), das Stadttheater in Lübeck (1932 bis 1935), die Städtischen Bühnen in Breslau (1935 bis 1936) und das Deutsche Theater in Berlin (1936 bis 1940). In den Kriegsjahren 1941 bis 1943 war Fischer-Fehling am Berliner Lessingtheater und dem Komödienhaus verpflichtet. Nach Ende des Zweiten Weltkrieges hatte er Engagements an verschiedenen Berliner Bühnen und in der Spielzeit 1954/1955 eine Teilverpflichtung an das Deutsche Schauspielhaus in Hamburg. Dort spielte er im Jahr 1955 den Gajew in Tschechows tragischer Komödie Der Kirschgarten. Es schlossen sich Tätigkeiten am Stadttheater in Bern (1957 bis 1958), den Städtischen Bühnen in Münster (1959 bis 1961), am Nationaltheater in Mannheim (1961 bis 1965) und den Basler Theatern (Komödie und Stadttheater) (1965 bis 1977) an. So konnte man ihn 1968 in Hans Hollmanns Inszenierung von Ödön von Horváths Kasimir und Karoline als Landgerichtsdirektor Speer sehen.
Ab dem Jahr 1935 wirkte Kurt Fischer-Fehling auch in Filmproduktionen mit. Darunter befanden sich die Filme Das Mädchen vom Moorhof in der Regie von Detlef Sierck mit Hansi Knoteck, Friedrich Kayssler und Theodor Loos und 1936 Onkel Bräsig von Erich Waschneck mit Otto Wernicke, Heinrich Schroth und Harry Hardt. In den 1950er und 1960er Jahren widmete er sich ausschließlich der Arbeit in dem neuen Medium Fernsehen. Er trat unter anderem in zwei Folgen der Fernsehreihe Stahlnetz von Jürgen Roland auf und verkörperte 1965 in dem Fernsehspiel Zeitsperre von Theo Mezger die Rolle des Dr. Foy. Neben ihm spielten Horst Niendorf, Edith Mill und Alfons Höckmann.
Kurt Fischer-Fehling war darüber hinaus in verschiedenen Hörspielen als Sprecher tätig. Er betätigte sich zudem vereinzelt als Synchronsprecher.

## Filmografie (Auswahl)
- 1935: Das Mädchen vom Moorhof
- 1936: Ein seltsamer Gast
- 1936: Onkel Bräsig
- 1939: Die fremde Frau
- 1941: Jungens
- 1954: Eskapade (Fernsehfilm)
- 1954: Die Spieler (Fernsehfilm)
- 1954: Der Teufel fährt in der 3. Klasse (Fernsehfilm)
- 1954: Der Briefträger ging vorbei (Fernsehfilm)
- 1955: Falsch verbunden (Fernsehfilm)
- 1957: Die Festung (Fernsehserie)
- 1958: Die Sache mit Kasanzew (Fernsehfilm)
- 1958: Stahlnetz: Mordfall Oberhausen
- 1958: Stahlnetz: Sechs unter Verdacht
- 1962: Leben des Galilei (Fernsehfilm)
- 1964: Amédée – oder Die Kunst des Schuhputzens (Fernsehfilm)
- 1965: Zeitsperre (Fernsehfilm)

## Theater
- 1936: Hans Krause-Margraf: Das fünfte Lindenblatt – Regie: ? (Gerhart-Hauptmann-Theater Breslau)
- 1936: Hermann Burte: Katte – Regie: Paul Otto (Deutsches Theater Berlin)
- 1937: Gerhart Hauptmann: Hanneles Himmelfahrt – Regie: Paul Verhoeven (Deutsches Theater Berlin – Kammerspiele)
- 1937: Franz Grillparzer: Hero und Leander – Regie: Heinz Hilpert (Deutsches Theater Berlin – Kammerspiele)
- 1938: Paul Ernst: Kassandra – Regie: Paul Verhoeven (Deutsches Theater Berlin)
- 1939: William Shakespeare: König Lear – Regie: Heinz Hilpert (Deutsches Theater Berlin – Kammerspiele)
- 1939: Gerhart Hauptmann: Dorothea Angermann – Regie: Heinz Hilpert (Deutsches Theater Berlin)
- 1945: Max Alsberg, Otto Ernst Hesse: Voruntersuchung (Landgerichtsrat) – Regie: Max Krüger (Stadttheater Schöneberg Friedena)
- 1948: Ferenc Molnár: Fee – Regie: Erich Elstner (Theater in der Kaiserallee Berlin)
- 1948: Friedrich Schiller: Die Braut von Messina (Don Manuel) – Regie: Günther Hadank (Bühne der Jugend im Titania-Palast Berlin)
- 1949: Gotthold Ephraim Lessing: Emilia Galotti (Fürst) – Regie: Rudolf Hammacher (Bühne der Jugend im Titania-Palast Berlin)
- 1949: Frank Wedekind: König Nicolo (König Nicolo) – Regie: Hilde Körber (Bühne der Jugend im Titania-Palast Berlin)
- 1949: Carlo Goldoni: Der Diener zweier Herren – Regie: ? (Bühne der Jugend im Titania-Palast Berlin)
- 1952: Hugo von Hofmannsthal: Das große Welttheater (Der König) – Regie: Heinrich Koch (Freilichtaufführung vor dem Berliner Schloss Charlottenburg)
- 1953: Roger MacDougall: Eskapade – Regie: Frank Lothar (Tribüne Berlin)
- 1953: Euripides: Die Troerinnen (Menelaos) – Regie: Ulrich Erfurth (Hamburger Kammerspiele)
- 1954: William Shakespeare: Viel Lärm um nichts (Mönch) – Regie: Fritz Wendhausen (Theater am Kurfürstendamm Berlin)
- 1955: Christopher Fry: Das Dunkel ist Licht genug – Regie: Karl-Heinz Stroux (Deutsches Schauspielhaus Hamburg – Die Rampe)
- 1955: Anton Tschechow: Der Kirschgarten – Regie: Gerhard Bünte (Deutsches Schauspielhaus Hamburg – Die Rampe)
- 1956: Arthur Laurents: La bella Venezia – Regie: Günther Haenel (Volkstheater Wien)
- 1958: Archibald MacLeish: Spiel um Job – Regie: Günther Fleckenstein (Theater Münster)
- 1964: William Shakespeare: Der Sturm (Alonso) – Regie: Ernst Dietz (Nationaltheater Mannheim)

## Hörspiele (Auswahl)
- 1949: Der Mond ging unter – Regie: Hanns Korngiebel
- 1954: Karfreitag – Regie: Fritz Schröder-Jahn
- 1955: Zinngeschrei – Regie: Gustav Burmester
- 1955: Prozeßakte Vampir (fünf Teile) – Regie: Hans Gertberg
- 1957: Abendstunde im Spätherbst – Regie: Gustav Burmester
- 1958: Anne Frank – Spur eines Kindes – Regie: Fritz Schröder-Jahn
- 1966: Der blaue Karfunkel – Regie: Joseph Scheidegger
- 1968: Das Unternehmen der Wega – Regie: Hans Hausmann
- 1968: Alberts Brücke – Regie: Joseph Scheidegger
- 1969: Mein Name ist Paul Cox – Regie: Willy Buser
- 1970: Badekur – Regie: Joseph Scheidegger
- 1972: Auf der Jagd – Regie: Willy Buser
- 1972: Härtetest – Regie: Felix Bopp
- 1974: Knöpfe – Regie: Joseph Scheidegger
- 1974: Der Gruftwächter – Regie: Mario Hindermann